# Ramaria patagonica
Ramaria patagonica är en svampart som först beskrevs av Speg., och fick sitt nu gällande namn av Corner 1957. Ramaria patagonica ingår i släktet Ramaria och familjen Gomphaceae.   Inga underarter finns listade i Catalogue of Life.